# Liste der Bodendenkmale in Tespe
In der Liste der Bodendenkmale in Tespe sind alle Bodendenkmale der niedersächsischen Gemeinde Tespe aufgelistet. Die Quelle ist der Denkmalatlas Niedersachsen. Der Stand der Liste ist der 15. August 2024.

## Allgemein
In den Spalten finden sich folgende Informationen des Bodendenkmales :
- Lage        : geographische Koordinaten
- Bezeichnung : Bezeichnung lt. Denkmalatlas
- Beschreibung: Beschreibung lt. Denkmalatlas
- ID          : Objekt-ID
- Bild        : Bild, ggf. zusätzlich mit Link zu weiteren Fotos im Medienarchiv Wikimedia Commons.

## Bütlingen
| Lage                         | Bezeichnung        | Beschreibung | ID       | Bild |
| ---------------------------- | ------------------ | ------------ | -------- | ---- |
| 53° 21′ 40″ N, 10° 24′ 55″ O | Bütlingen 6, Deich |              | 28952712 | BW   |

## Tespe
| Lage                         | Bezeichnung    | Beschreibung | ID       | Bild |
| ---------------------------- | -------------- | --- | -------- | ---- |
| 53° 23′ 59″ N, 10° 24′ 58″ O | Tespe 1, Deich | Alter Elbdeich. L. in der Gmkg. ca. 3,3 km. - Teilstücke A-B, C-D und E-F: Br. ca. 20 m; H. bis 3 m. Grundstücke teilweise angeschüttet. Es ist davon auszugehen, dass die Deichböschung unterhalb der Aufschüttung noch vorhanden ist. - Teilstücke B-C und D-E: Abgetragen. - Teilstück F-G: Größtenteils durch Bau des neuen Elbdeiches zerstört. Möglicherweise ist im W-Abschnitt an der S-Seite die Böschungskante des alten Deiches noch erhalten, im O-Abschnitt ist der alte Deich vollständig abgetragen bzw. überbaut. | 28952711 | BW   |